# Tmesisternus luteostriatus
Tmesisternus luteostriatus är en skalbaggsart som beskrevs av Heller 1912. Tmesisternus luteostriatus ingår i släktet Tmesisternus och familjen långhorningar. Inga underarter finns listade i Catalogue of Life.